# 風をみたか
「風をみたか」（かぜをみたか）は、吉田拓郎が1985年9月21日にリリースした28枚目のシングル。発売元はフォーライフ・レコード（現・フォーライフミュージックエンタテイメント）。

## 概要
トヨタ自動車『ライトエース』CMソング。
ライブ・アルバム『吉田拓郎 ONE LAST NIGHT IN つま恋』と同時発売で、拓郎単独名義のA面曲では唯一、作詞と作曲両方を第三者が担当している。
カップリング曲の「夏休み」は、1985年7月27日から7月28日にかけて行われたオールナイトライブ『吉田拓郎 ONE LAST NIGHT IN つま恋』のライブ音源を収録されたもので、同時発売された同名のライブアルバムと同じテイクである。

## 収録曲
- 全編曲：瀬尾一三

Side:A
1. 風をみたか（4分58秒）
作詞：松井五郎、作曲：加藤和彦

Side:B
1. 夏休み（4分8秒）
作詞・作曲：吉田拓郎

## 収録ディスク

### アルバム
風をみたか
- 『The 吉田拓郎』(1986年)

夏休み
- 『吉田拓郎 ONE LAST NIGHT IN つま恋』(1985年)
- 『The 吉田拓郎』(1986年)